# Nanosail-D
Nanosail-D, stiliserat som NanoSail-D, var en nanosatellit byggd av NASAs vid Ames Research Center för att studera solsegel i rymden. Den var en av tre Cubesat som mäter 30x10x10 centimeter, med en massa på 4 kg.
Satelliten förstördes strax efter uppskjutning på grund av ett problem med den Falcon 1-raket som sköt upp den.
2010 sköts satellites tvilling Nanosail-D2 upp för att slutföra uppdraget.